# 1857년 공황

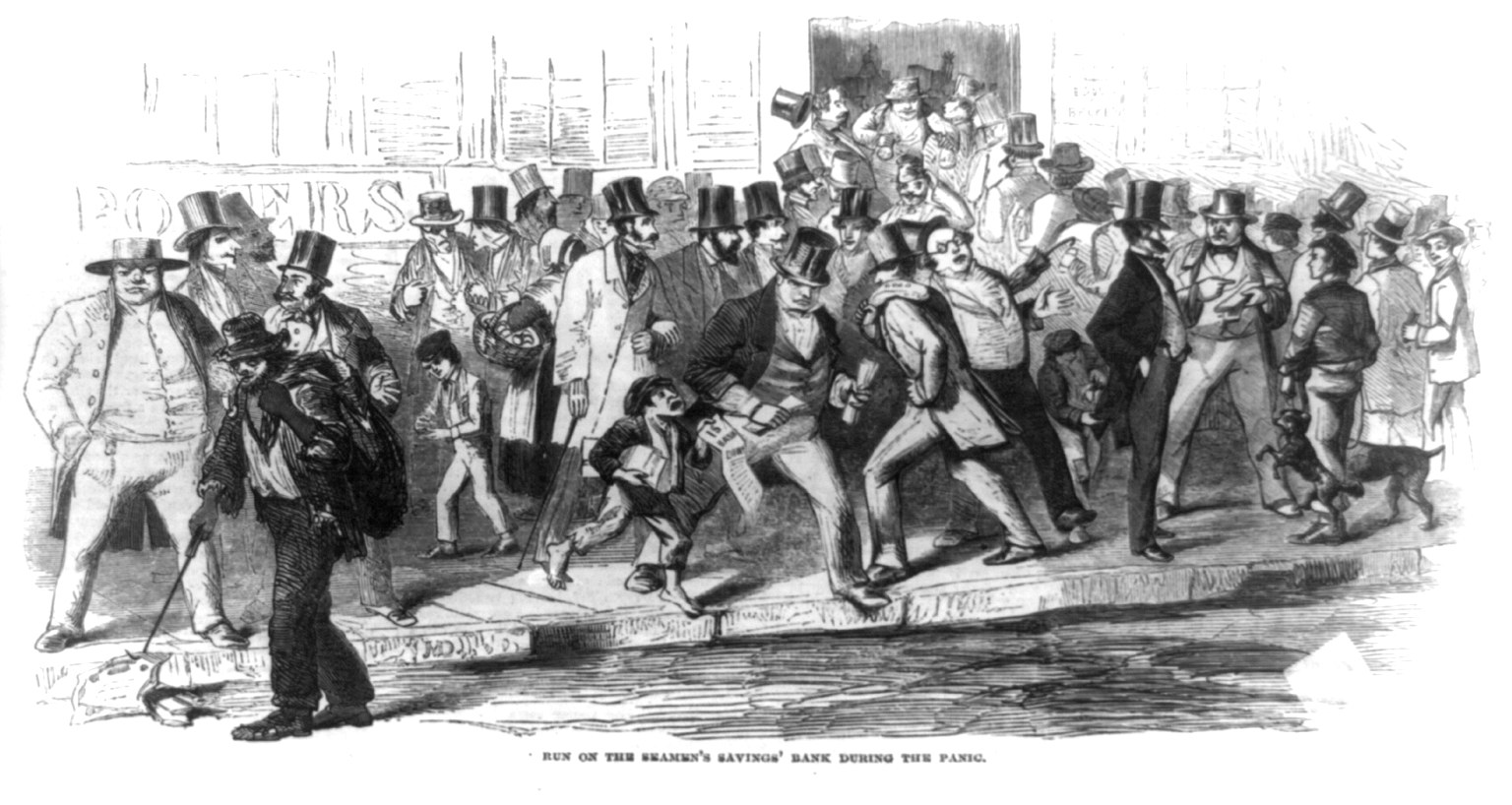
1857년 공황 당시 시맨스 저축은행의 뱅크런을 묘사한 삽화

1857년 공황(영어: Panic of 1857)은 국제 경제 쇠퇴와 국내 경제의 과잉 확대로 인해 미국에서 발생한 금융위기이다. 새뮤얼 F. 모스가 1844년에 전신을 발명했기 때문에 1857년 공황은 미국 전역으로 빠르게 확산된 최초의 금융 위기였다. 1850년대에는 세계 경제가 더욱 상호 연결되었고, 이로 인해 1857년 공황은 최초의 전 세계적인 경제 위기가 되었다. 영국에서는 파머스턴 정부가 유통되는 화폐량을 금과 은 보유고로 뒷받침하도록 요구하는 1844년 은행 헌장법의 요건을 회피했다. 이러한 회피 소식이 알려지면서 영국에서 공황이 발생했다.
1857년 9월부터 시작된 금융 불황은 오래 지속되지 않았지만, 적절한 회복은 1861년 남북 전쟁이 시작될 때까지 지연되었다. 1857년 9월 SS 센트럴 아메리카호의 침몰은 뉴욕 은행들이 절실히 필요로 하는 금 운송을 기다리고 있었기 때문에 공황에 기여했다. 오하이오 생명보험 신탁회사의 파산 이후, 금융 공황은 사업체들의 파산, 철도 산업의 재정적 어려움, 수십만 명의 노동자 해고로 빠르게 확산되었다.
1857년 공황 직전 몇 년은 경제가 번성했기 때문에 많은 은행, 상인, 농부들은 투기에 참여할 기회를 잡았고, 시장 가격이 떨어지기 시작하자마자 빠르게 금융 공황의 영향을 경험하기 시작했다. 미국 은행들은 남북 전쟁 이후에야 회복되었다.

## 배경
1850년대 초 미국은 캘리포니아 골드 러시에서 채굴된 대량의 금으로 인해 통화량이 크게 확대되어 경제적 번영을 누렸다. 1850년대 중반이 되자 금 채굴량이 감소하기 시작했고, 이는 서부 은행가들과 투자자들을 불안하게 만들었다. 동부 은행들은 동부 미국에서 대출에 신중해졌고, 일부는 서부 은행들이 발행한 지폐를 받지 않으려 했다.
미국 연방 대법원은 1857년 3월 드레드 스콧 대 샌드퍼드 사건을 결정했다. 노예 드레드 스콧이 자유를 위해 소송을 제기하자, 대법원장 로저 태니는 스콧이 흑인이기 때문에 시민이 아니며 법정에서 소송을 제기할 권리가 없다고 판결했다. 태니는 또한 미주리 타협을 위헌이라고 선언하고 연방 정부가 미국 영토 내에서 노예 제도를 금지할 수 없다고 말했다. 이 결정은 서부 영토의 발전에 상당한 영향을 미쳤다. 이 결정 직후 "'자유 토양'과 영토 내 노예 제도 간의 정치적 투쟁"이 시작되었다.
미주리 타협선 북쪽의 서부 영토는 이제 노예 제도 확장에 개방되었고, 이는 분명히 엄청난 재정적, 정치적 영향을 미쳤다. "3월 초 드레드 스콧 판결 직후 캔자스 토지 증권과 서부 철도 증권 가격이 약간 하락했다." 이러한 철도 증권의 변동은 "미래 영토에 대한 정치적 소식이 토지와 철도 증권 시장을 좌우한다"는 것을 증명했다.
1857년 이전에는 서부, 특히 캔자스주로의 대규모 이주로 인해 철도 산업이 호황을 누렸다. 대규모 인구 유입으로 철도 산업은 수익성이 좋아졌고, 은행들은 철도 회사에 대규모 대출을 제공하기 시작했다. 많은 회사들이 페이퍼 철도 단계에서 벗어나지 못하고 실제 철도를 운영하는 데 필요한 물리적 자산을 소유하지 못했다. 철도 산업의 주식 시장 버블이 시작되었고, 철도 주식은 투기적인 진입이 증가하여 버블을 악화시켰다. 한편, 드레드 스콧 판결은 전반적으로 철도에 불확실성을 더했다.

## 주식 시장 하락
1857년 7월, 철도 주식 가치가 최고점에 달했다. 1857년 8월 11일, 뉴욕에서 가장 오래된 밀가루 및 곡물 회사인 N. H. Wolfe & Company가 파산하여 투자자 신뢰를 흔들고 8월 말까지 지속된 느린 시장 매도를 시작했다.

## 오하이오 생명보험 신탁회사의 파산
1857년 8월 24일 아침, 오하이오 생명보험 신탁회사의 사장은 뉴욕 지점이 지급을 중단했다고 발표했다. 오하이오에 본사를 두고 뉴욕에 두 번째 주요 사무실을 둔 이 회사는 대규모 모기지 보유액을 가지고 있었고 다른 오하이오 투자 은행들과의 연락을 담당했다. 오하이오 생명은 회사 경영진의 사기 행위로 파산했고, 이는 다른 오하이오 은행들의 파산을 촉발하거나 심지어 은행 위기를 초래할 위험이 있었다.
뉴욕 데일리 타임스에 실린 기사에는 오하이오 생명의 "뉴욕 시와 신시내티 [지점]이 지급을 중단했으며, 부채는 700만 달러에 달한다고 알려졌다"고 나와 있다. 오하이오 생명과 연결된 은행들은 변제받았고 "신뢰할 수 있게 서로를 뱅크런으로부터 공동으로 보험함으로써 환전 중단을 피했다". 오하이오 생명의 파산은 철도 산업과 토지 시장의 재정 상태에 대한 관심을 불러일으켰고 금융 공황을 더욱 대중화시켰다.

## 지속적인 영향
1858년 초까지 "상업 신용이 고갈되어 이미 부채에 시달리는 서부 상인들은 새로운 재고 구매를 중단할 수밖에 없었다." 서부의 제한된 구매는 전국 상인들의 매출과 이익 감소로 이어졌다. 철도는 "상호 의존적인 국가 경제를 만들었고, 이제 서부의 경제 침체는.... 경제 위기를 위협했다." 많은 은행들이 철도와 토지 구매에 자금을 조달했기 때문에, 철도 증권 가치 하락의 압력을 느끼기 시작했다. 일리노이 센트럴 철도; 이리 철도; 피츠버그, 포트 웨인 및 시카고 철도; 그리고 리딩 철도 노선은 모두 금융 침체로 인해 폐쇄될 수밖에 없었다. 델라웨어, 래커워너 및 서부 철도와 폰트 뒤 라크 철도는 파산을 선언할 수밖에 없었다.
보스턴 앤 우스터 철도 회사는 심각한 재정난을 겪었다. 1857년 10월 말에 작성된 메모에서 직원들은 "지난달 승객 및 화물 수입이 작년 동월 대비 2만 달러 이상 감소했으며, 다가오는 겨울 동안 개선될 가능성이 거의 없다"는 통보를 받았다. 회사는 직원들의 "급여 10% 삭감"을 발표했다. 철도 증권 가치 하락 외에도, 농부들은 서부의 담보 토지에 대한 대출금을 상환하지 못하기 시작했고, 이는 은행에 더 많은 재정적 압력을 가했다.
곡물 가격이 크게 하락했다. 농부들은 수익 감소를 겪었고, 이로 인해 은행들은 최근에 매입한 토지를 압류하게 되었다. 1855년에는 곡물 가격이 부셸당 2.19달러로 폭등했고, 농부들은 작물 공급을 늘리고 이익을 증가시키기 위해 토지를 매입하기 시작했다. 1858년이 되자 곡물 가격은 부셸당 0.80달러로 크게 하락했다. 많은 중서부 도시들이 공황의 압력을 느꼈다. 예를 들어, 키오쿡 (아이오와주)는 공황의 경제 침체로 인해 재정적 어려움을 겪었다.
거대한 시립 부채가 키오쿡의 문제를 가중시켰다. 1858년까지 이 도시는 주로 철도 채권으로 90만 달러의 빚을 졌고, 과세 대상 재산 가치는 550만 달러 감소했다. 폭락 이전에 1,000달러를 벌었던 토지는 이제 10달러에도 팔리지 않았다. 큰 피해를 입은 부동산 소유자들은 세금을 납부할 수 없었고, 수천 채의 부동산이 세금 체납 상태로 넘어갔다.
이러한 가격 하락의 결과로 토지 판매는 극적으로 감소했고 서부 확장은 공황이 끝날 때까지 사실상 중단되었다. 상인과 농부 모두 가격이 높았을 때 감수한 투자 위험 때문에 어려움을 겪기 시작했다.

## 해결책
1859년경, 공황은 진정되기 시작했고 경제는 안정화되기 시작했다. 제임스 뷰캐넌 대통령은 지폐 시스템이 공황의 근본 원인인 것으로 보인다고 발표한 후 20달러 미만의 모든 은행권 사용을 중단하기로 결정했다. 그는 "주립 은행들에게 은행으로부터 벗어나 [그들에게] 연방 정부의 전철을 따를 것을 촉구했다."
그는 이는 금속 화폐 공급이 증가하고 인플레이션율이 감소할 시간을 주기 위해 지폐 공급을 줄일 것이라고 말했다. 뷰캐넌은 주립 은행들이 연방 정부, 특히 연방 정부가 금속 화폐 지불을 유지할 수 있도록 하는 독립 재무부 시스템을 따르기를 원했다. 이는 은행 정지로 인해 발생한 재정적 부담의 일부를 완화하는 데 도움이 되었다.
1857년 12월 7일 국정연설에서 뷰캐넌은 다음과 같이 말했다.
독립 재무부 덕분에 정부는 1837년 은행 파산으로 인해 강요받았던 [금속 화폐] 지불을 중단하지 않았다. 정부는 국민에 대한 부채를 금과 은으로 계속 이행할 것이다. 금화로의 지출은 유통되어 건전한 통화 회복에 크게 기여한다.
그는 "구제책이 아닌 개혁"이라는 새로운 전략을 공개하고 "정부는 동정하지만 고통받는 개인들을 구제하기 위해 아무것도 할 수 없다"는 입장을 밝혔다. 추가 금융 공황을 피하기 위해 뷰캐넌은 미국 의회가 은행이 금속 화폐 지불을 중단하면 즉시 은행 인가를 박탈하는 법안을 통과시키도록 장려했다. 그는 주립 은행들에게 발행된 지폐 3달러당 1달러의 금속 화폐를 보유하고, 미래 인플레이션을 피하기 위해 은행권의 담보로 연방 또는 주 채권 사용을 자제하도록 요청했다.

## 결과
1857년 공황의 결과로 농업 중심의 남부 경제는 철도가 거의 없었기 때문에 피해가 적었지만, 북부 경제는 큰 타격을 입고 느리게 회복되었다. 공황의 영향을 가장 많이 받은 지역은 오대호 지역이었으며, 이 지역의 어려움은 "서부 판매에 의존하는 동부 기업들에게 빠르게 전달되었다". 약 1년 후, 북부 경제의 대부분과 남부 전체는 공황에서 회복되었다.
공황이 끝난 1859년, 노예제 문제를 둘러싼 남북 간의 긴장은 고조되고 있었다. 1857년 공황은 북부가 안정된 경제를 유지하기 위해 남부를 필요로 한다고 믿는 남부인들을 고무시켰고, 남부의 분리독립 위협은 일시적으로 진정되었다. 남부인들은 1857년 공황이 북부를 "남부의 요구에 더욱 순응하게" 만들었고 미국의 노예제를 유지하는 데 도움이 될 것이라고 믿었다.
캐스린 테레사 롱(Kathryn Teresa Long)에 따르면, 예레미야 램피어가 이끈 1857~1858년 종교 부흥 운동은 공황 초기 뉴욕 사업가들 사이에서 시작되었다.

## 영국의 위기
미국의 위기 소식은 글래스고, 리버풀, 런던의 은행들에서 뱅크런을 야기했다. 리버풀의 보로 은행은 1857년 10월 27일에 문을 닫았고, 웨스턴 뱅크 오브 스코틀랜드는 11월 9일에, 글래스고 시티 뱅크는 이틀 뒤에 파산했다.(pp. 189–191) 정부는 11월 12일 1844년 은행 헌장법을 다시 중단할 수밖에 없었다.(p. 191)
잉글랜드 은행의 금괴는 곧 증가하기 시작했지만, 1847년 공황과는 달리 이번에는 영국 통화가 1844년 은행 헌장법에 따라 법적이고 전환 가능한 상태를 유지하기 위해 중단이 필요했다. 명목 발행액은 일시적으로 200만 파운드까지 증가했으며 1857년 11월 18일부터 12월 23일까지 사용되었다.

## 같이 보기
- 1869년 검은 금요일—1869년 금 공황으로도 불린다.
- 금융위기
- 1873년 공황
- 1893년 공황
- 1860년 뉴잉글랜드 제화공 파업

## 참고 문헌
- Calomiris, Charles W.; Schweikart, Larry (1991). 《The Panic of 1857: Origins, Transmission, and Containment》. 《Journal of Economic History》 51. 807–834쪽. CiteSeerX 10.1.1.928.8305. doi:10.1017/S0022050700040122. S2CID 154508073.
- Glasner, David, ed. Business Cycles and Depressions: An Encyclopedia 1997.
- Huston, James L. (1987). 《The Panic of 1857 and The Coming of the Civil War》. Baton Rouge: Louisiana State University Press. ISBN 978-0807113684.
- Huston, James L (1983). 《Western Grains and the Panic of 1857》. 《Agricultural History》 57. 14–32쪽. JSTOR 3742656.
- Kelly, Morgan; Gráda, Cormac Ó (2000). 《Market Contagion: Evidence from the Panics of 1854 and 1857》 (PDF). 《American Economic Review》 90. 1110–1124쪽. doi:10.1257/aer.90.5.1110. hdl:10197/459. JSTOR 2677843. S2CID 17705462.
- Klein, Philip Shriver. President James Buchanan (Pennsylvania State University Press, 1962).
- Kynaston, David (2017). 《Till Time's Last Sand: A History of the Bank of England, 1694–2013》. New York: 블룸즈버리. 161–164쪽. ISBN 978-1408868560.
- McPherson, James M. (2003). 《Battle Cry of Freedom: The Civil War Era》. New York: Oxford University Press. ISBN 978-0195038637.
- Long, Kathryn Teresa. The Revival of 1857–58: Interpreting an American Religious Awakening Oxford University Press, 1998 online edition 보관됨 6월 5, 2011 - 웨이백 머신
- Rezneck, Samuel. Business Depressions and Financial Panics (Greenwood 1968).
- Ross, Michael A. Justice of Shattered Dreams: Samuel Freeman Miller and the Supreme Court During the Civil War Era . Baton Rouge: Louisiana State University Press, 2003.
- Sobel, Robert (1973). 〈The Panic of 57〉. 《Machines and Morality: The 1850s》. New York: Crowell. ISBN 978-0690002669.
- Spiegelman, Mortimer (1948). 《The Failure of Ohio Life Insurance and Trust Company, 1857》. 《Ohio State Archaeological and Historical Quarterly》 57. 247–65쪽.
- Stampp, Kenneth (1990). 《America in 1857: A Nation on the Brink》. New York: Oxford University Press. ISBN 978-0195039023.
- Twichell, G (1937). 《Labor Relations in 1857》. 《Bulletin of the Business Historical Society》 11. 28–29쪽. doi:10.2307/3110999. JSTOR 3110999.
- Van Vleck, George W. The Panic of 1857, an Analytical Study (New York: Columbia University Press, 1943)

### 현대 신문
- "Commercial Affairs" New York Daily Times, August 28, 1857
- "A New Tariff" New York Daily Times, February 4, 1857